# Protandrena euphorbiae
Protandrena euphorbiae är en biart som först beskrevs av Timberlake 1955.  Protandrena euphorbiae ingår i släktet Protandrena och familjen grävbin. Inga underarter finns listade i Catalogue of Life.